# アウター・ハーバー・フェリーターミナル
アウター・ハーバー・フェリーターミナル（中: 外港客運碼頭、葡: Terminal Marítimo do Porto Exterior、英: Outer Harbour Ferry Terminal）は、マカオ特別行政区のマカオ半島外港に位置し、友誼大馬路（Avenida da Amizade）沿いの貯水池に隣接して位置する旅客用港湾設備である。
しばしば、マカオ･フェリー･ターミナル（英: Macau Ferry Terminal）又は香港・マカオ・フェリー埠頭（英: Hong Kong-Macau Ferry Pier、中: 港澳碼頭）と略称されるが、この呼称は、香港に所在する香港・マカオ・フェリー・ターミナル（中: 港澳客輪碼頭、英: Hong Kong-Macau Ferry Terminal）と混同しやすい。
その他、（ニュー・）マカオ・マリタイム・フェリーターミナル（(new) Macau maritime ferry terminal, MMT）と呼称されることもある。

## 歴史
フェリー埠頭は以前、カジノ・オシアナス（『ニュー・ヤオハン』跡地）の位置にあったが、1993年現在地に移転、1997年には高架道路等が整備され、澳門友誼大橋を経由したタイパ島にあるマカオ国際空港とのアクセスが向上した。

## 設備
12隻の水中翼船と2隻のフェリー用の係留施設及びヘリポートを提供している。
ターミナルビルは3階建てであり、1階は到着階で、旅行会社の窓口があり、2階は出発階で発券施設やチェックインカウンター、その他、小規模ながら免税店がある。3階には、マカオ唯一の百貨店である『ニュー・ヤオハン』の分店がある。
建物外にはヘリパッドと6つのドックがある。
また、ヘリポートを提供しており、IATAコードはXZM、ICAOコードはない。ヘリパッドは、1995年に2基増設、2001年には合計5基となった。旅客ラウンジは2004年に改善、現在、北側にさらに3基の増設を検討中である。
ターミナルを出たところに、各カジノの無料シャトルバス用の駐車場があるが、マカオグランプリ期間中は、スタート地点となり、ターミナルの向かいには観客席が設置される。

## 利用企業
以下の船舶業者が利用している。
- 噴射飛航（TurboJET） 
香港上環信徳センターのマカオ・フェリー・ターミナル、九龍尖沙咀の中国客運碼頭（中国語版）、香港国際空港の海天客運碼頭（中国語版）との間に高速船を運航している。
- 金光飛航（中国語版）（コタイジェット）
香港上環信徳センターのマカオ・フェリー・ターミナルとの往復航路の一部を運航。
- 空中快線（中国語版）（スカイシャトル）
信徳センター及び深圳宝安国際空港への、最大積載員数12名、飛行時間約16分の定期便を毎日56便運航。
マカオ発香港便は午前9時から午後10時30分まで、香港発マカオ便は午前9時30分から午後10時59分まで30分毎の運航を行っている。
深圳宝安国際空港便は1日10から12便で曜日により異なる。
運航は天候の影響を強く受ける。

## 陸上交通
- ターミナル外には、マカオ各地への路線バスのハブとなっており、また、各カジノへの無料シャトルバスの停留所となっている。また、タクシー乗り場があり、タクシーは頻繁に来るが、深夜等はタクシー待ちの列ができる。

## ギャラリー

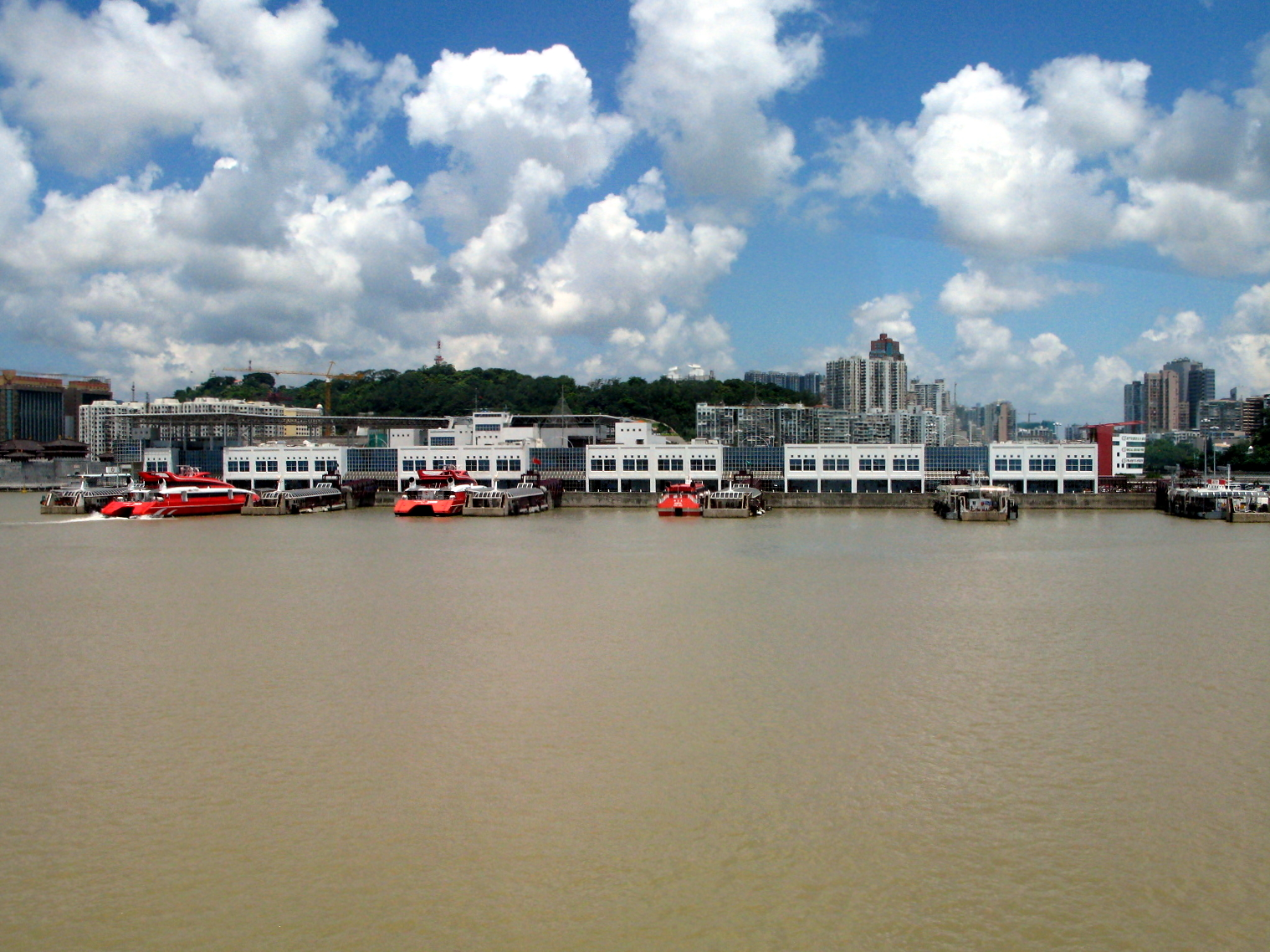
外港側からの外観
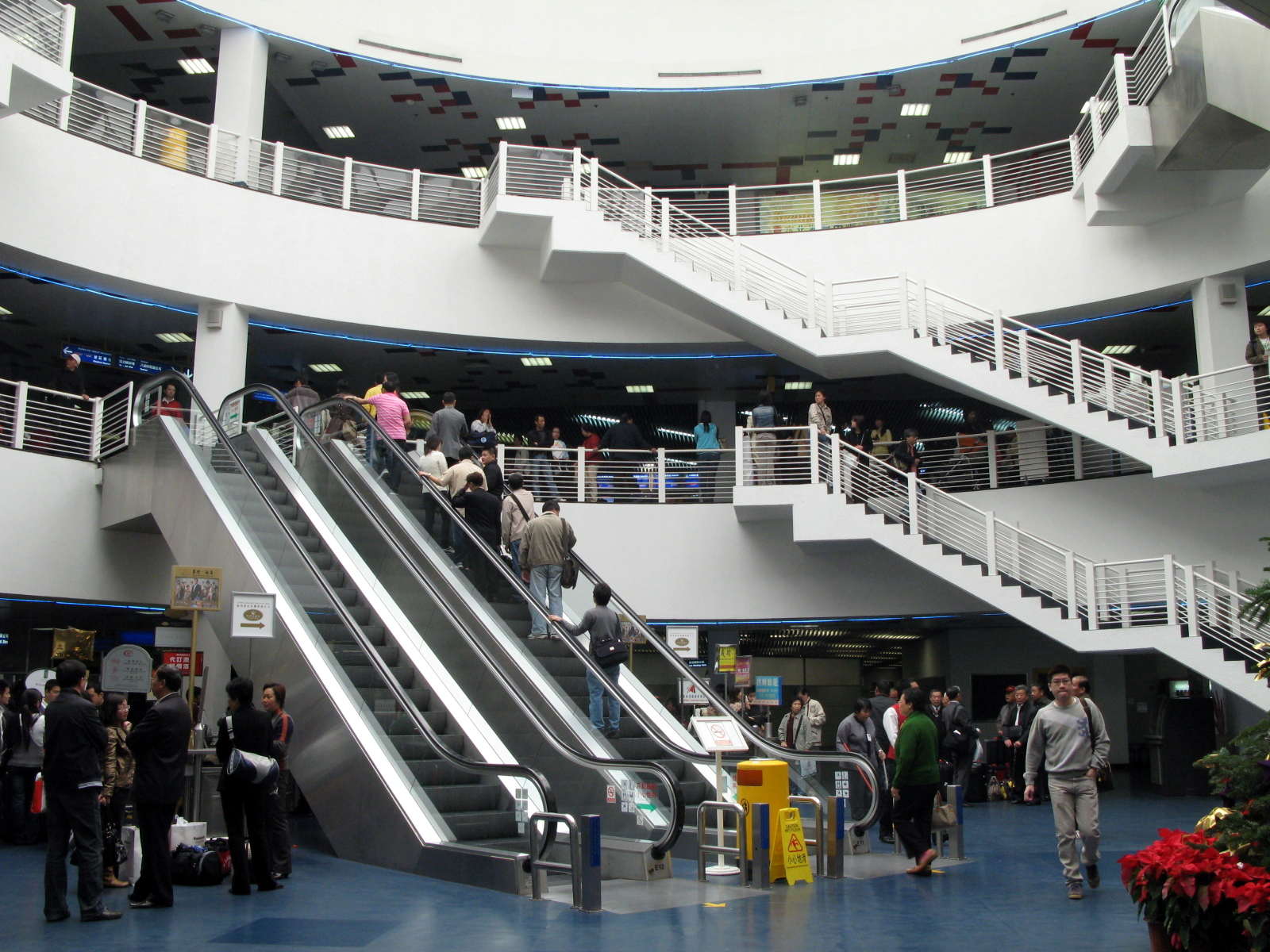
内部
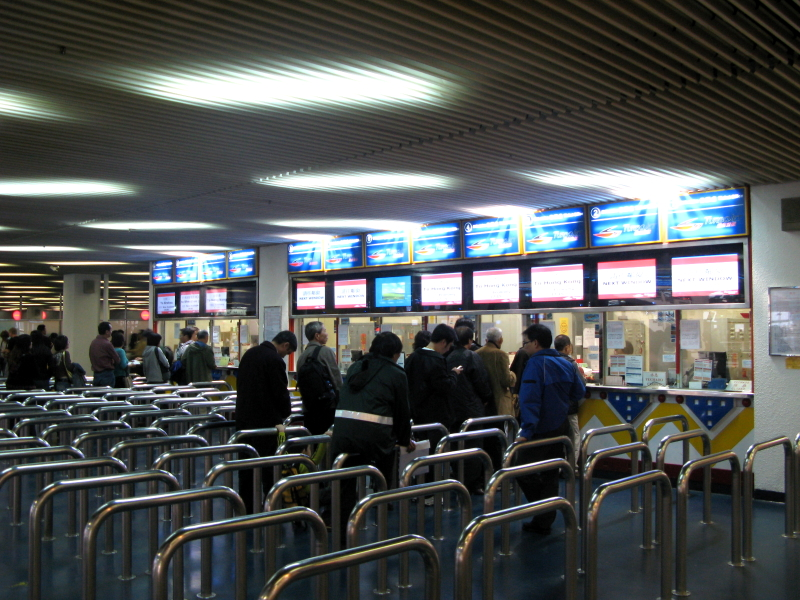
発券窓口
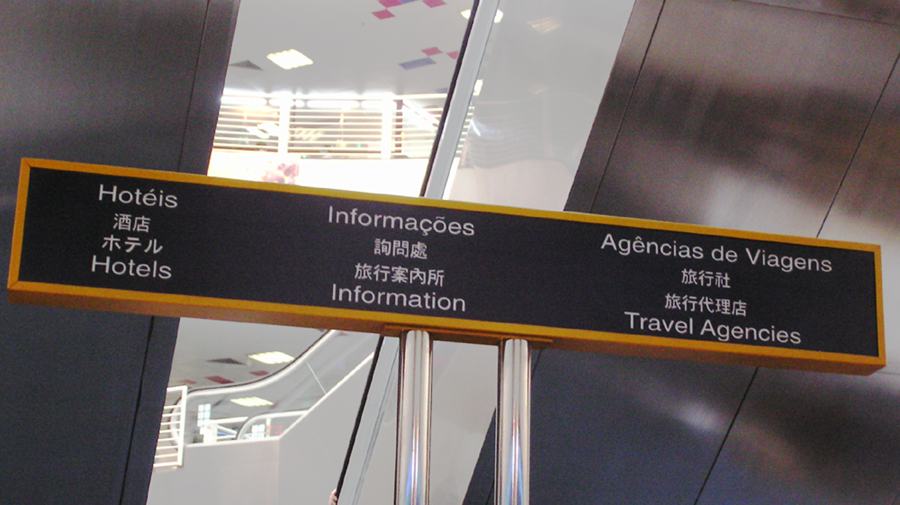
ポルトガル語、中国語、日本語、英語で書かれた案内板
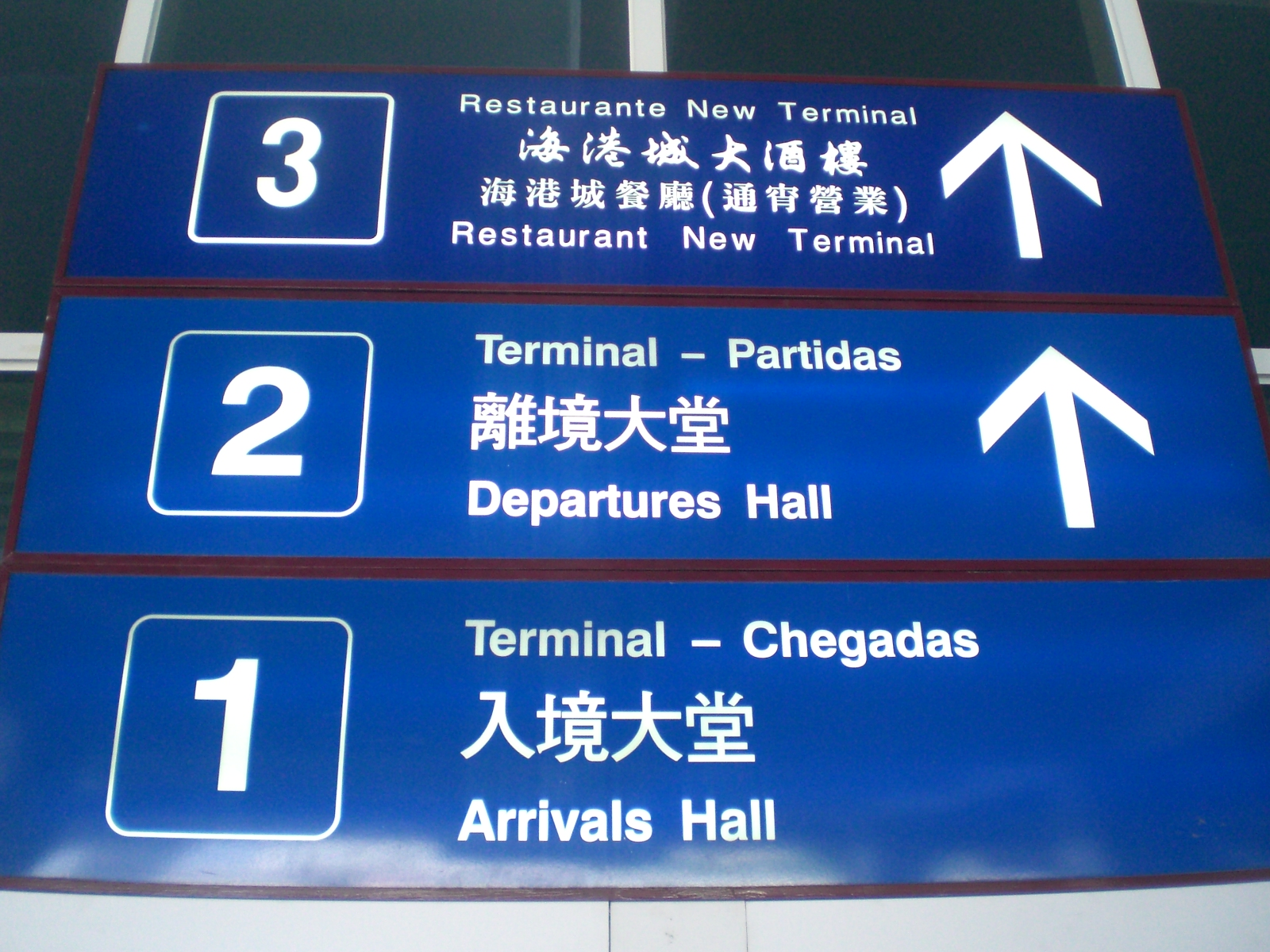
中国語、ポルトガル語、英語で書かれた案内板
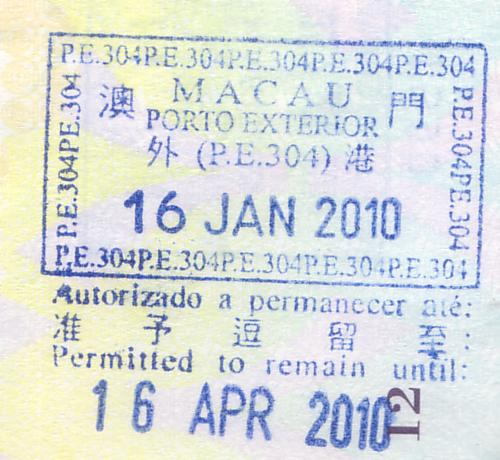
入境検印
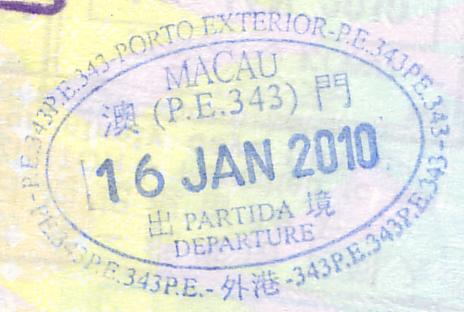
出境検印